# Федосеенко, Павел Фёдорович

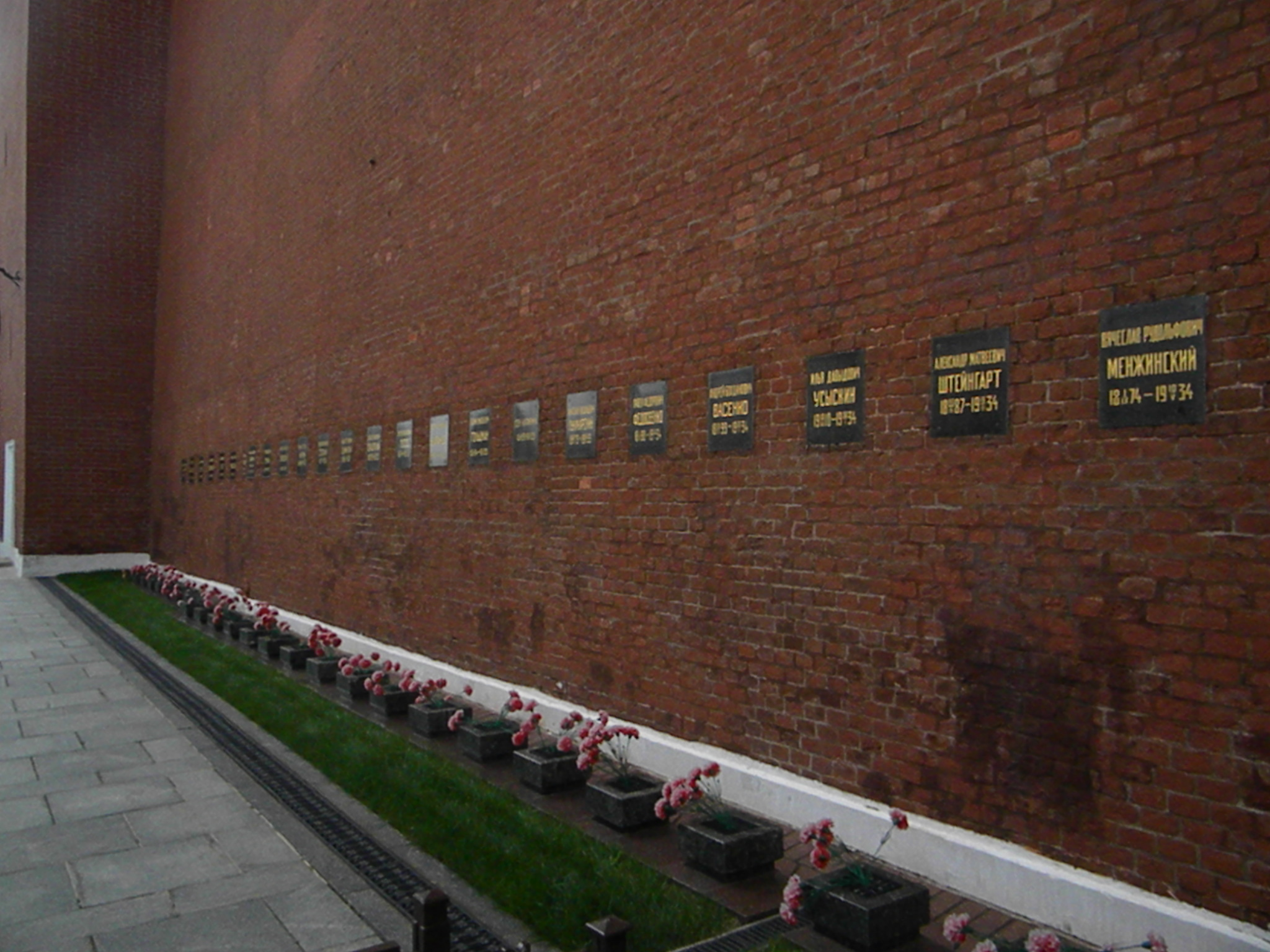
Надгробная плита в Кремлёвской стене

Федосеенко Павел Фёдорович (1 [13] мая 1898 — 30 января 1934) — военный пилот-аэронавт. Командир экипажа стратостата «Осоавиахим-1».

## Биография
Родился в г. Острогожске в 1898 году.
Первые полёты на воздушных шарах совершал ещё до Октябрьской революции.
С 1918 года — в Красной Армии.
Во время Гражданской войны — командир 9-го воздухоплавательного отряда. Отличился в боях на Южном фронте.
Участвовал в штурме Перекопа, за что был награждён орденом Красного Знамени. В 1932 году окончил Военно-воздушную академию и факультет дирижаблестроения Комбината Гражданского воздушного флота. Член ВКП(б).

### Последний полёт
П. Ф. Федосеенко был назначен командиром экипажа стратосферного аэростата «Осоавиахим-1». В экипаж входили также бортинженер А. Б. Васенко и научный сотрудник И. Д. Усыскин. Это был первый в истории воздухоплавания зимний полёт стратостата. Павел Федосеенко, который руководил подготовкой стратостата, был очень опытным советским аэронавтом, летавшим ещё в гражданскую войну и участвовавшим в полётах с Александром Фридманом. Он считал, что риск зимнего полёта был чрезвычайно велик.
Полёт происходил 30 января 1934 г. Стратостат поднялся на рекордную высоту 21 946 м. Продолжительность полёта — 7 часов 04 минуты. При спуске стратостата оболочка обледенела и разорвалась, экипаж погиб.
На утреннем заседании XVII съезда ВКП(б) 31 января 1934 г. было зачитано сообщение:

«30 января, между 15 час. 30 мин. и 17 час. дня, в Инсарском районе Мордовской области, около села Потижский Острог, в 8 км южнее станции Кадошкино, Московско-Казанской железной дороги, упал стратостат „Осоавиахим № 1“. Оболочка от удара оторвалась и улетела. В гондоле обнаружены трупы участников полёта — товарищей Федосеенко, Васенко и Усыскина. Из опросов очевидцев установлена следующая картина аварии: при падении стратостата оболочка оборвалась и при этом были слышны два взрыва. На месте обнаружены три трупа погибших товарищей, лежавшие в гондоле, один изуродованный до неузнаваемости. Все предметы и приборы, находившиеся в гондоле, разбиты. На место катастрофы для расследования выехала специальная комиссия».
2 февраля 1934 года делегаты съезда в полном составе присутствовали на похоронах, урны с прахом стратонавтов были захоронены в Кремлёвской стене.

## Награды
- наградное оружие[2]
- золотые часы от РВСР[2]
- орден Красного Знамени (за штурм Перекопа)
- орден Ленина (посмертно)

## Память
- В память о Васенко, Федосеенко и Усыскине, погибших при установлении рекорда высотного полёта на стратостате «Осоавиахим-1», Железнодорожная улица бывшего города Тушина (с 1960 года в черте Москвы) в 1964 году переименована в проезд Стратонавтов.
- В Острогожске П. Ф. Федосеенко установлена мемориальная доска[5].
- В память о Васенко, Федосеенко и Усыскине, погибших при установлении рекорда высотного полёта на стратостате «Осоавиахим-1», на вокзальной площади города Саранск [Республика Мордовия] установлен памятник «Героям-стратонавтам».
- В 1934 году и в 1944 году были выпущены почтовые марки СССР, посвящённые памяти Федосеенко.

Память
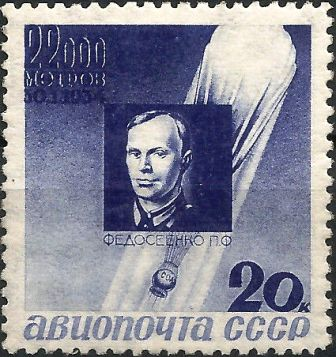
Авиапочта. Серия «Памяти советских стратонавтов»[Комм 1]: Федосеенко П. Ф., памятный типографский текст: «22 000 метров 30.I.1934». (Почтовая марка  (ЦФА [АО «Марка»] № 469), СССР, 1934 год)
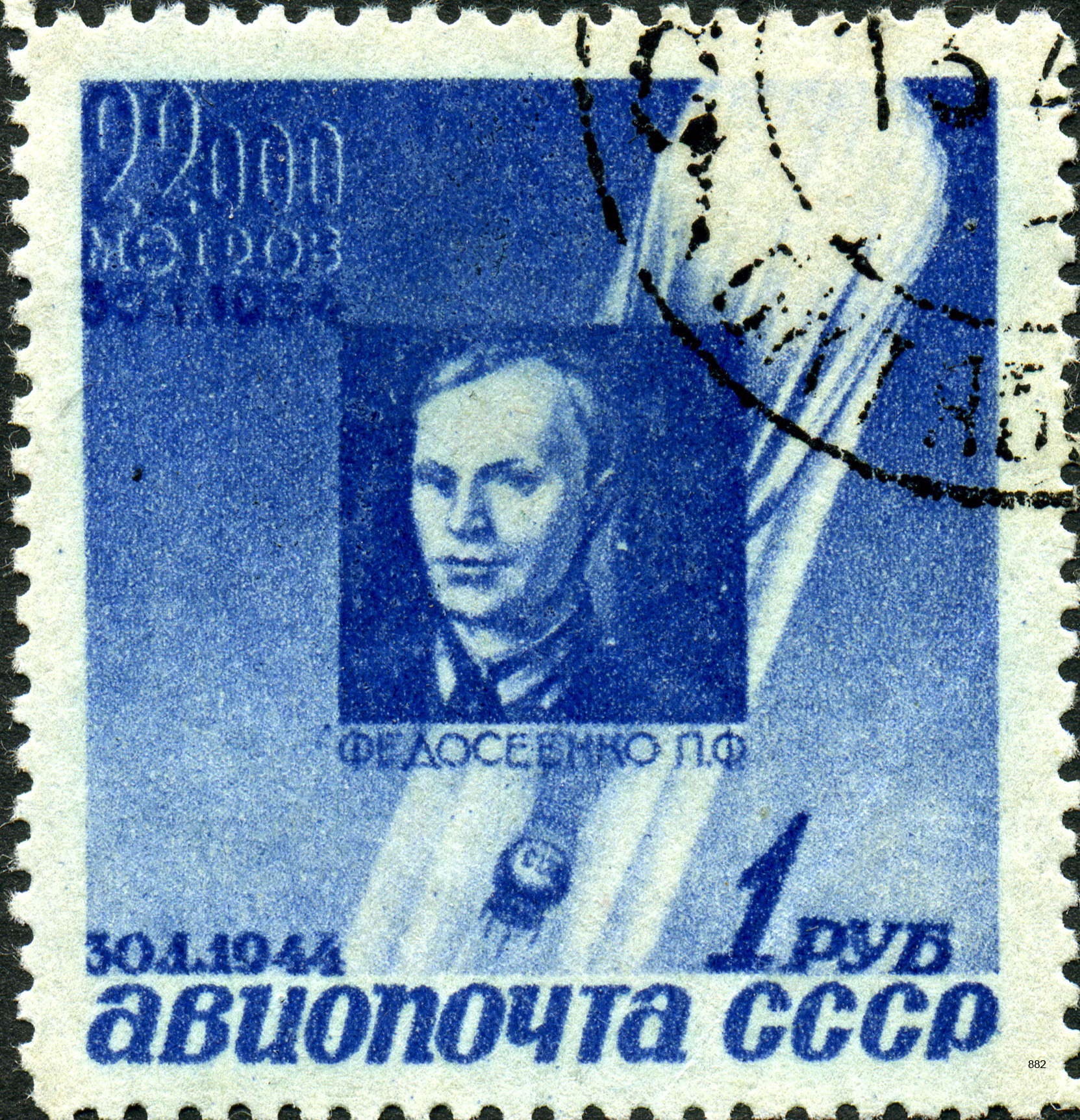
Авиапочта. Серия «Памяти советских стратонавтов»[Комм 1]: Федосеенко П. Ф. (1898—1934). Рисунок повторяет дизайн марки  (ЦФА [АО «Марка»] № 469) выпуска 1934 года. Памятный типографский текст: «22 000 метров 30.I.1934 30.I.1944». (почта СССР, 1944 год)
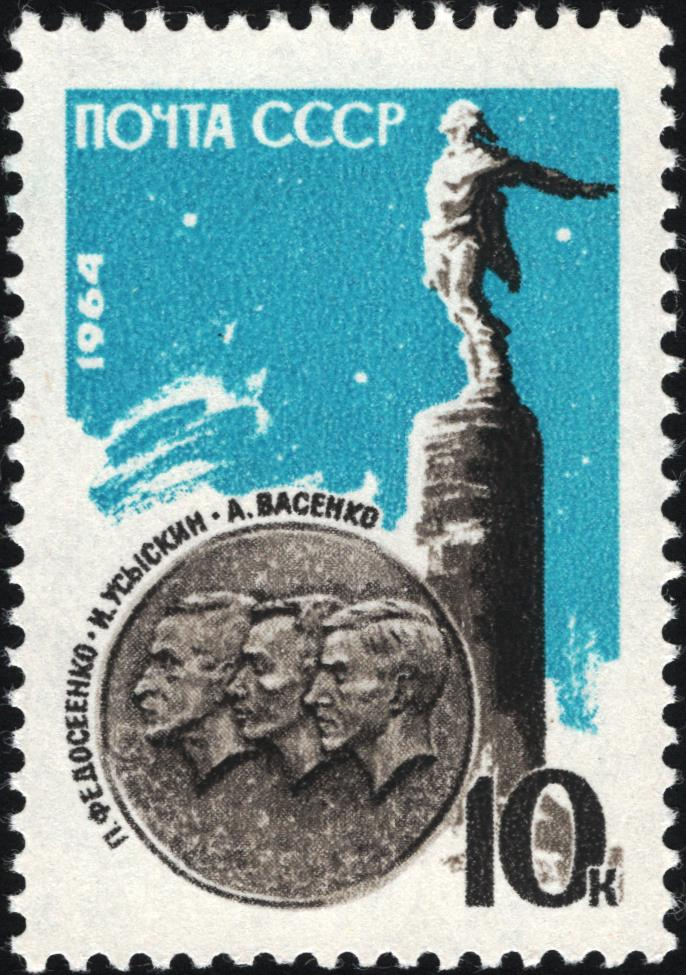
Почтовая марка СССР, 1964 год
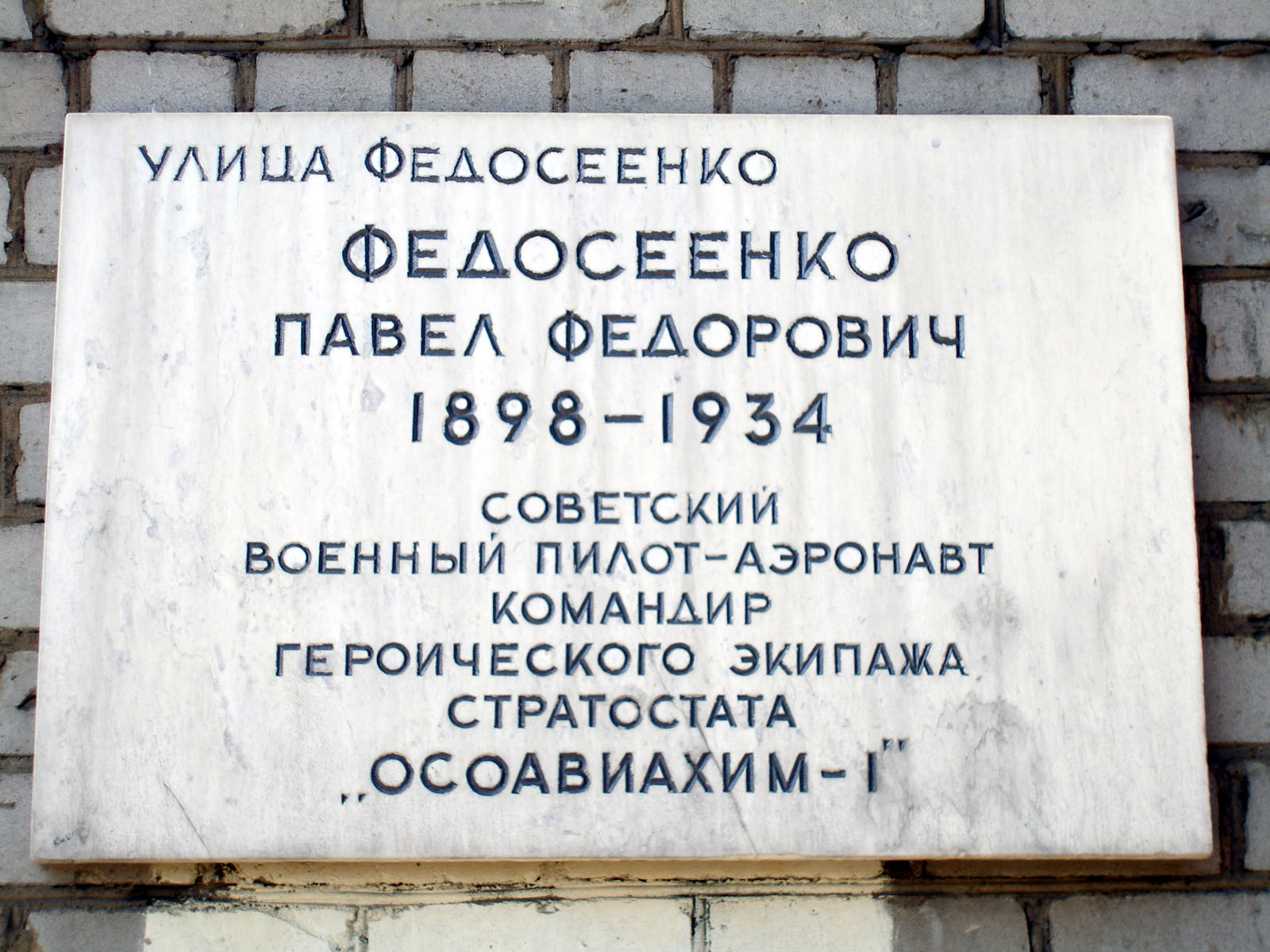
Памятная табличка на доме 12 по улице Федосеенко (Санкт-Петербург)

## Комментарии
1. 1 2  На стратосферном аэростате «Осоавиахим-1», построенном в Советском Союзе, 30 января 1934 года был установлен рекорд высоты: впервые в мире достигнута высота 22 километра над уровнем моря. После чего стратостат с экипажем в составе трёх человек — командира экипажа Павла Фёдоровича Федосеенко, бортинженера Андрея Богдановича Васенко и научного сотрудника Ильи Давыдовича Усыскина обледенел и рухнул на землю: погибли все члены экипажа[6].